# Handwörterbuch der Wirtschaftswissenschaft
Das Handwörterbuch der Wirtschaftswissenschaft (HdWW) erschien in neun Bänden und einem Registerband als Nachfolgerin und zugleich als Neuauflage des Handwörterbuch der Sozialwissenschaften (HDSW) in den Jahren 1972 bis 1983, publiziert von den Verlagen Gustav Fischer, Stuttgart/New York, J.C.B.Mohr (Paul Siebeck), Tübingen und Vandenhoeck & Ruprecht, Göttingen/Zürich.

## Quelle
- Willi Albers et al. (Hg.): Handwörterbuch der Wirtschaftswissenschaft. Zugleich Neuauflage des Handwörterbuchs der Sozialwissenschaften. 9 Bde. und 1 Registerbd. Stuttgart u. a. O.: G. Fischer u. a. V., 1972–1983